# Sulfuro de carbono
El sulfuro de carbono o disulfuro de carbono (CS2), es un líquido volátil, incoloro y muy fácilmente inflamable. Tienen un olor característico que empeora si está impuro debido a la hidrólisis parcial o total que libera ácido sulfhídrico (H2S).
Se mezcla completamente con la mayor parte de los disolventes orgánicos y disuelve el yodo, azufre elemental, fósforo blanco etc.

## Síntesis
El sulfuro de carbono se obtiene por reacción directa de los elementos (vapor de azufre y carbono) en ausencia de aire entre 800 y 1000 °C.
C (s) + S2 (g) → CS2
En la naturaleza se forma en algunos procesos de degradación anaeróbica.

## Reacciones
En presencia de agua el sulfuro de carbono hidroliza lentamente para dar sulfuro de carbonilo (OSC), óxido de carbono (IV) y ácido sulfhídrico.
Con bases se forman los xantogenatos (sales del ácido ditiocarbónico).
CS2 + NaOH → NaOC(=S)S

## Aplicaciones
La mayor parte del sulfuro de carbono se emplea en la fabricación de fibras de celulosa. En presencia de sosa forma con la celulosa xantogenatos solubles que se pasan por inyectores y luego se precipitan. 
Los xantogenatos de cobre se utilizan como plaguicidas.
En química se utiliza a veces de disolvente en la espectroscopia de infrarrojo ya que no presenta bandas de absorción en las zonas de absorción por vibración C-H o C-O.
El sulfuro de carbono es compuesto de partida en la síntesis de tetratiofulvalenos que han ganado últimamente importancia como semiconductores orgánicos.
Los productos de reacción con aminas, los ditiocarbamatos, tienen cierta importancia en el proceso de vulcanización.
El fósforo blanco disuelto en sulfuro de carbono ha sido utilizado en la construcción de bombas incendiarias.
Tuvo mucho uso en la industria extractora de aceite de orujo, sobre todo para jabonería dado su carácter solvente de grasas, aunque también para consumo humano tras su eliminación y posterior refinación del aceite extraído si la acidez y caracteres organolépticos lo permitían —actualmente sustituido por hexano, ultracentrifugación y otros—. Se usaba en grandes cilindros extractores de ciclo completo a presión junto con vapor de agua sobrecalentado. Por su peligroso manejo debido a su fuerte carácter inflamable, fue sustituido por otros disolventes orgánicos como el tricloroetileno usados en destiladores de ciclo continuo, o el tetracloruro de carbono en menor medida. La actual legislación española no permite todos estos disolventes en las industrias derivadas de los aceites.

## Toxicología
La exposición prolongada a vapores de sulfuro de carbono lleva a síntomas de intoxicación que van desde el enrojecimiento de la cara, euforia y luego pérdida de conocimiento, coma y parálisis de la respiración. La intoxicación crónica produce dolor de cabeza, pérdida de sueño, disfunciones en la visión, la memoria y el oído, inflamación de los nervios y daños vasculares.
Además se han reportado daños en el hígado.
En ratas preñadas la exposición a CS2 produce defectos natales en las crías y un elevado porcentaje de ratas nacidas muertas.
A altos niveles, el sulfuro de carbono puede ser peligroso para la vida, por sus efectos sobre el sistema nervioso. Significativos datos sobre seguridad del producto vienen de la industria del rayón viscoso, donde pueden estar presentes tanto el sulfuro de carbono, como pequeñas cantidades de H2S